# Ernest Legouvé

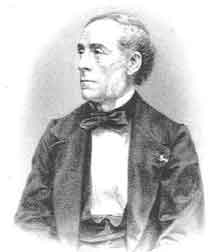
Ernest Legouvé

Gabriel Jean Baptiste Ernest Wilfrid Legouvé (* 14. Februar 1807 in Paris; † 14. März 1903 ebenda) war ein französischer Schriftsteller und Dramatiker.

## Leben
Legouvé war der Sohn des Schriftstellers Gabriel-Marie Legouvé. Als seine Mutter 1810 starb, versank sein Vater in Depressionen und wurde bald darauf für immer in eine psychiatrische Klinik eingewiesen. Der Dramatiker Jean Nicolas Bouilly, ein Freund seines Vaters, wurde sein Vormund und förderte ihn später auch als Mentor.
Legouvé erlangte schon 1827 mit einem Gedicht über die Kunst des Buchdruckens einen Preis der Académie française und trat dann als Romanschriftsteller mit den Büchern Max (1833) und Édith de Falsen (1840) vor die Öffentlichkeit, aber ohne besonderen Erfolg.
Erst eine Reihe von Vorlesungen, die er 1847 als Dozent am Collège de France über die Entwicklungsgeschichte der Frauen hielt und später in den Werken: Histoire morale de la femme (7. Aufl. 1882) und La femme en France au XIX. siècle (1864) veröffentlichte, erregte die Teilnahme des gebildeten Publikums und wandte ihm insbesondere den Teil desselben zu, der fortan seinen treuesten Anhang bildet, die Frauen der höheren Stände.
Die Académie française wählte 1855 Legouvé zum Nachfolger des 1854 verstorbenen Schriftstellers Jacques-François Ancelot (Fauteuil 30).
Vier Wochen nach seinem 96. Geburtstag starb Ernest Legouvé am 14. März 1903 in Paris und fand dort auch seine letzte Ruhestätte.

## Rezeption
Vom Publikum wie auch von der Literaturkritik wurden seine Sachbücher wohlwollend aufgenommen. Diese entstanden oft aus den Themen seiner Vorträge, die Legouvé lange Jahre regelmäßig zu halten pflegte. Mit seinem Werk Messieurs les enfants, eine Eloge auf das französische Kind, gewann er 1855 die Herzen aller Mütter. Aber auch Werke wie La science de la famille (1867) fanden ein begeistertes Publikum.
Legouvés Theaterstücke waren dem Zeitgeschmack angepasst und nahezu alle bald wieder vergessen. Dass einige Stücke überdauerten, lag an den weiblichen Hauptdarstellerinnen, denen Legouvé die Rollen auf den Leib geschrieben hatte: Mademoiselle Mars (Louise de Lignerolles), Elisa Rachel (Adrienne Lecouvreur) oder Adelaide Ristori (Médée). Sein Theaterstück Les deux reines de France entstand um 1865, wurde von der Zensur aber erst nach dem Deutsch-Französischen Krieg freigegeben und konnte dann 1872 aufgeführt werden.

## Familie
Ernest war verheiratet mit Georgina De Courbon-Mackenzie (1804–1856). Sie hatten zwei Kinder, eine Tochter Marie (1835–1906), die Berühmtheit dadurch erfuhr, dass sie als vierjähriges, von den Ärzten aufgegebenes Mädchen von Samuel Hahnemann erfolgreich behandelt wurde und einen Sohn George (1837–1850). Marie ehelichte Louis Émile Lefebvre-Desvallières, Direktor der Messageries Maritimes. Aus der Ehe gingen drei Kinder hervor, Georgina (1867–1936), die den Komponisten Émile Paladilhe (1844–1926) heiratete, sowie der Schriftsteller Maurice Desvallières (1857–1926) und der Maler Georges Desvallières (1861–1950).

## Ehrungen

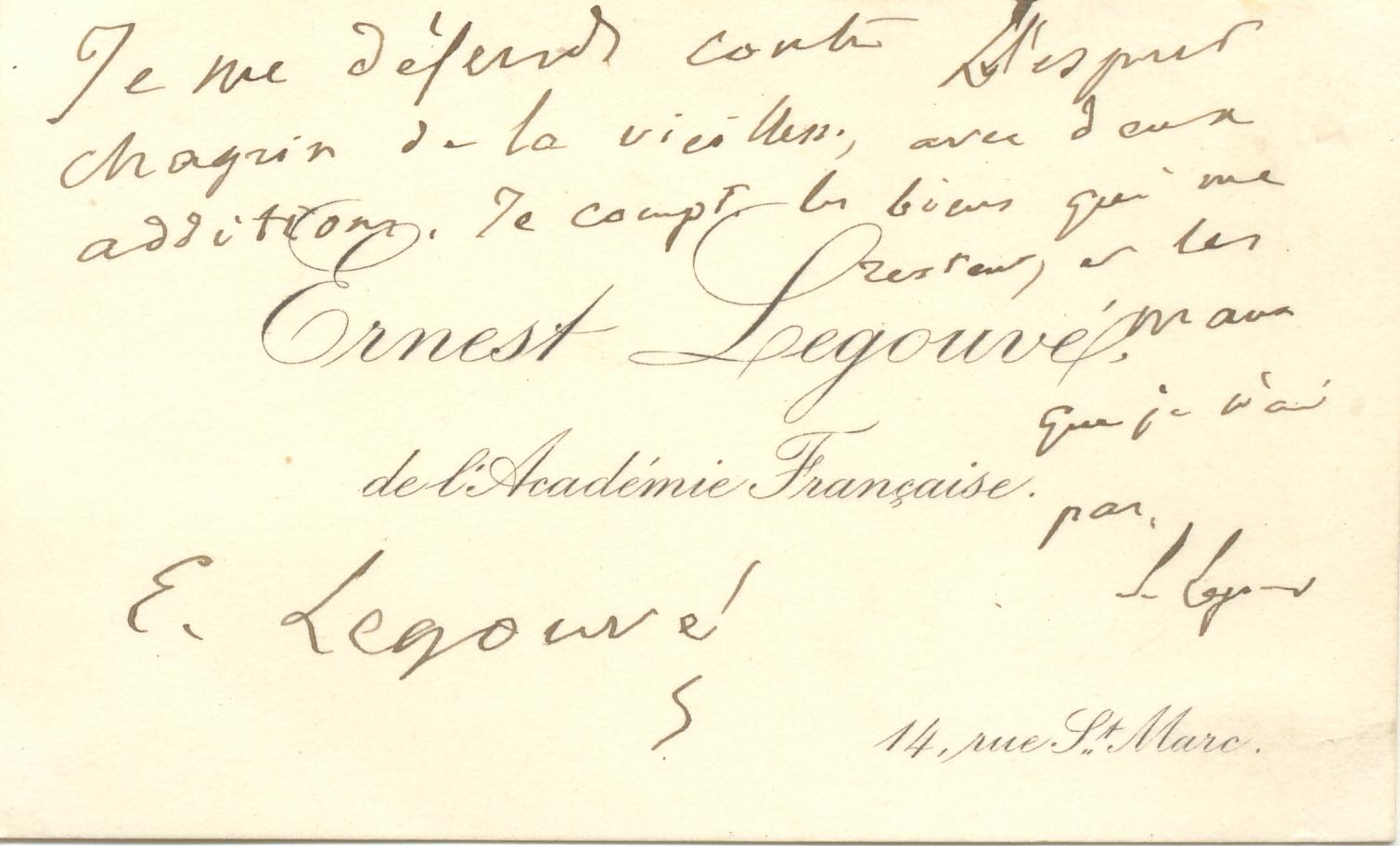
Visitenkarte des Schriftstellers Ernest Legouvé ca. 1890

- 1845 Chevalier der Ehrenlegion
- 1864 Offizier der Ehrenlegion
- 1887 Commandeur der Ehrenlegion

## Werke (Auswahl)
Autobiographie
- Soixante ans de souvenirs. Hetzel, Paris 1886/87 (2 Bde.) (Wikisource)
  - Band 2 (Digitalisat)

Lyrik
- Morts bizarres. Poèmes dramatiques. Fournier, Paris 1832.

Romane
- Max. Guyot, Paris 1833.
- Édith de Falsen. Dumont, Paris 1840.
- Béatrix, ou la madonne de l'art. 2. Auflage. Hachette, Paris 1865.

Theaterstücke
- Bataille de dames. Calman-Lévy, Paris 1882 (UA Comédie-Française, Paris 17. März 1851).[2] 1929 in den USA als Der jüngste Leutnant verfilmt.
  - Der Damenkrieg. Lustspiel in drei Aufzügen. Reclam, Leipzig 1916.
- Les contes de la reine de Navarre. Lévy, Paris 1851 (UA, Comédie-Française, Paris 13. Oktober 1850).[2]
  - Die Märchen der Königin von Navarra. Lustspiel in fünf Aufzügen. Reclam, Leipzig 1874.
- Par droit de conquête. Comédie en trois actes. Lévy, Paris 1855 (UA, Comédie-Française, Paris 7. Juni 1855)
  - Alles durch Eroberung. Lustspiel in drei Acten. Lell-Verlag, Wien 1855.
- Le pamphlet. Comédie en deux actes. Lévy, Paris 1857 (UA Comédie-Française, Paris 7. Oktober 1857)
- Les doigts de fée. Comédie en cinq actes. Lévy, Paris 1858 (UA Comédie-Française, Paris 24. März 1858).[2]
- Beatrix la madone de l'art. Comédie en cinq actes. Lévy, Paris 1861 (UA Théâtre National de l’Odéon, Paris 25. März 1861)
- Le jeune homme qui ne fait rien. Comédie en un acte. Lévy, Paris 1865 (UA Comédie-Française, Paris 3. April 1861)
- Les deux reines de France. Drame en quatre actes. Lévy, Paris 1873 (UA Théâtre-Italien, Paris 25. November 1872)
- Miss Suzanne. Comédie en quatre actes. Lévy, Paris 1868 (UA Théâtre du Gymnase Marie Bell, Paris 3. Dezember 1867)
- Anne de Kerviler. Drame en un acte. Lévy, Paris 1879 (UA Comédie-Française, Paris 27. November 1879)
- Adrienne Lecouvreur. Com´die-drame en cinq actes. Giroux & Vialat, Paris 1849.[2]
- La cigale chez les fourmis. Lévy, Paris 1860.
  - Die Grille bei den Ameisen. Komödie in einem Akt. Verlag der Autoren, Frankfurt am Main 1993 (zusammen mit Eugène Labiche).
- La considération (1880).

Sachbücher
- Les pères et les enfants au XIX. siècle. Paris 1867/69 (2 Bde.)
- Nos fils et nos filles. Hetzel, Paris 1879.
- L'art de lecture. 2. Auflage. Hetzel, Paris 1881.
- La lecture en action. Hetzel, Paris 1881.
- La lecture en famille. Hetzel, Paris 1883.
- Fleurs d´hiver – fruits d´hiver. Histoire de ma maison. Ohlendorff, Paris 1890.

Werkausgaben
- Œuvres de Scribe et Legouvé. Heitz, Strassburg 1913/15 (3 Bde.)
- Théâtre complet. Ollendorff, Paris 1900 (3 Bde.)

## Zitate
L`education est l´art d´apprendre à un enfant à se passer de nous. Erziehung ist die Kunst, ein Kind zu lehren, ohne uns auszukommen
Legouvé: Nos filles et nos fils, 1879, S. 302.
Je me défends contre l´ésprit chagrin de la vieillesse avec deux additions : Je compte les biens qui me restent et les maux que je n`ai pas.
Ich verteidige mich gegen die Kümmernisse des Alters mit zwei Rechnungen: Ich verrechne das Gute, was mir bleibt mit all den Leiden, die ich nicht habe.
Legouvé, handschriftlich auf seiner Visitenkarte, ca. 1890 (siehe Abb.)